# Untersteinach

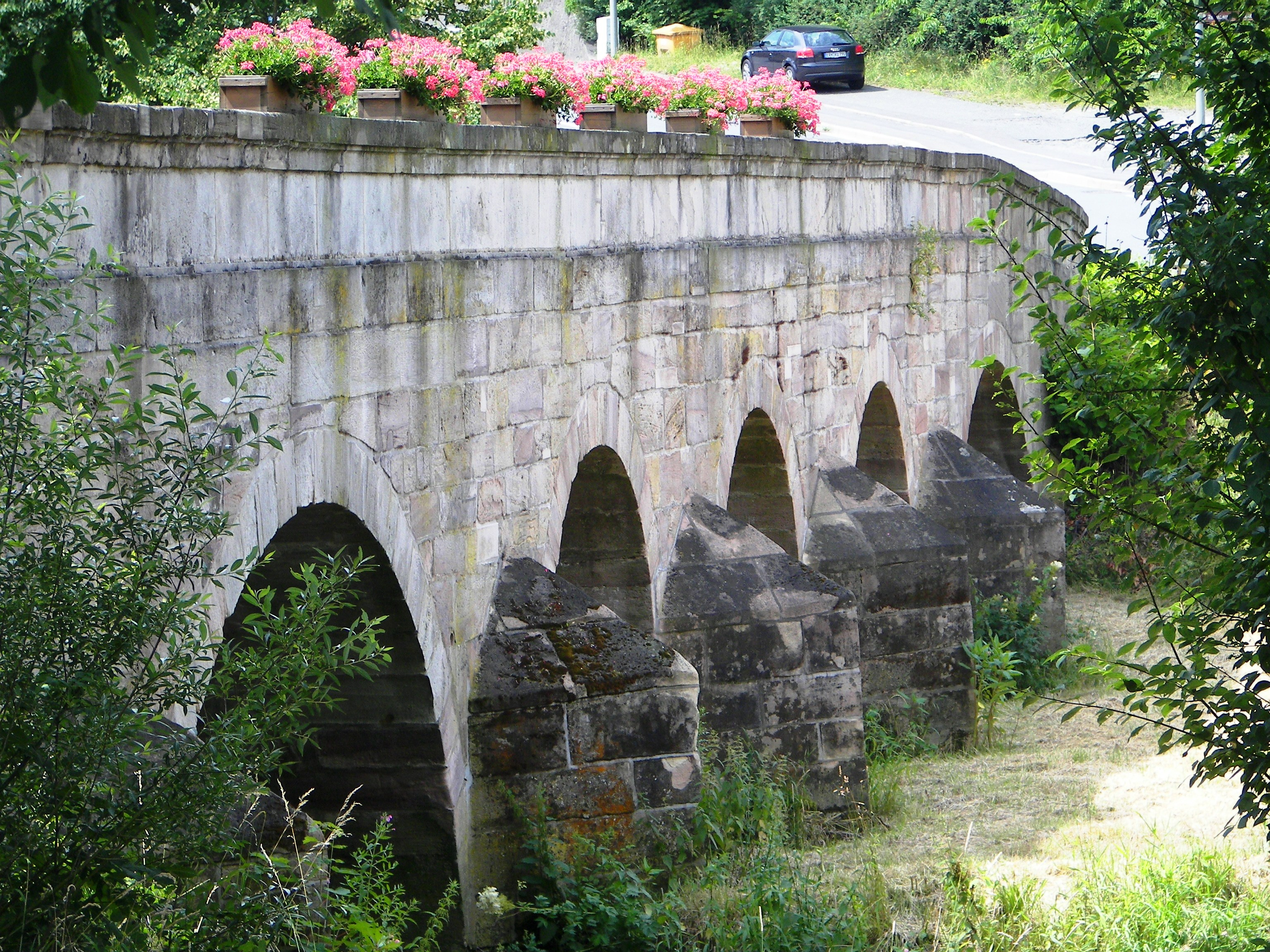
stenen brug over de rivier

Untersteinach is een plaats in de Duitse deelstaat Beieren, en maakt deel uit van het Landkreis Kulmbach.
Untersteinach telt 1.806 inwoners.
Grafengehaig ·
Guttenberg ·
Harsdorf ·
Himmelkron ·
Kasendorf ·
Ködnitz ·
Kulmbach ·
Kupferberg ·
Ludwigschorgast ·
Mainleus ·
Marktleugast ·
Marktschorgast ·
Neudrossenfeld ·
Neuenmarkt ·
Presseck ·
Rugendorf ·
Stadtsteinach ·
Thurnau ·
Trebgast ·
Untersteinach ·
Wirsberg ·
Wonsees